# ألان دال
ألان دال (بالإنجليزية: Alan Dale)‏ هو ممثل نيوزلندي، ولد في 6 مايو 1947 بدنيدن في نيوزيلندا.

## أعمال

### أفلام
- (2003) جريمة قتل هوليوودية[5]
- (2008) إنديانا جونز ومملكة الجمجمة الكريستالية
- (2011) بريست[6]
- (2011) قليلا من الجنة
- (2014) جندي الشتاء[7][8][9][10][11]
- (2017) رابونزل وخطوات إلى السعادة

### مسلسلات
- 24
- الضياع
- الملفات الغامضة
- إن سي آي إس
- بيتي القبيحة
- جاغ
- ذا أو سي
- ميامي
- كان ياما كان

## وصلات خارجية
- ألان دال على موقع IMDb (الإنجليزية)
- ألان دال على موقع ألو سيني (الفرنسية)
- ألان دال على موقع ألو سيني (الفرنسية)
- ألان دال على موقع ميوزك برينز (الإنجليزية)
- ألان دال على موقع تيرنر كلاسيك موفيز (الإنجليزية)
- ألان دال على موقع أول موفي (الإنجليزية)
- ألان دال على موقع قاعدة بيانات الأفلام السويدية (السويدية)
- ألان دال على موقع إن إن دي بي (الإنجليزية)
- ألان دال على موقع قاعدة بيانات الفيلم (الإنجليزية)
- ألان دال على موقع كينوبويسك (الروسية)